# Kohei Kuroki
Kohei Kuroki (født 31. juli 1989) er en japansk fodboldspiller, som spiller for den japanske fodboldklub Roasso Kumamoto.